# Théorie effective
 (février 2010).
Sa qualité peut être largement améliorée en utilisant un vocabulaire plus directement compréhensible.
La théorie quantique des champs fournit une procédure systématique permettant de calculer de façon perturbative toutes les observables d'une théorie (c'est-à-dire les fonctions de corrélation entre les différents opérateurs quantifiés de la théorie) étant donné son Lagrangien microscopique. Les degrés de liberté de la théorie étant classés selon leur masse, il apparaît que pour des énergies d'observation faibles, la contribution dominante aux observables provient des excitations les plus légères
(on dit que seuls ces degrés de liberté sont visibles) et que la contribution des excitations plus massives joue le rôle de correction au résultat fourni par les excitations visibles. Une façon très commode en pratique de résumer ce processus est d'introduire un Lagrangien, appelé Lagrangien effectif, dont les termes sont des opérateurs classiques correspondant aux degrés de liberté observés à basse énergie et dont les constantes de couplage sont précisément les observables calculées précédemment.
Dans cette approche, les observables classiques calculées sur la base du Lagrangien effectif correspondent par construction aux fonctions de corrélation issues de la théorie quantique.
De cette manière, calculer les observables de la théorie à un ordre élevé en théorie des perturbations revient à affiner le calcul des constantes de couplage de la théorie effective.
Si bien souvent le Lagrangien microscopique et le Lagrangien effectif peuvent avoir une forme similaire, ce n'est pas nécessaire en général. Par exemple, dans le cas des théories conformes à deux dimensions décrivant un modèle sigma non linéaire, la théorie microscopique est une théorie quantique des champs à deux dimensions mais la théorie effective est une théorie classique des champs vivant sur l'espace-cible du modèle sigma qui a une dimensionnalité différente. C'est précisément de cette manière qu'en théorie des cordes, des théories de champs couplées à la relativité générale apparaissent comme théories effectives de la théorie conforme définie sur la feuille d'univers bidimensionnelle des cordes.